# إدوارد هيو
إدوارد هيو (بالإنجليزية: Edward Hugh)‏ هو اقتصادي بريطاني، ولد في 29 ديسمبر 1948 في ليفربول في المملكة المتحدة، وتوفي في 29 ديسمبر 2015 في غيرونا في إسبانيا بسبب سرطان الكبد.